# Starogród (województwo mazowieckie)
Starogród – wieś sołecka w Polsce położona w województwie mazowieckim, w powiecie mińskim, w gminie Siennica. Obok miejscowości przepływa rzeka Świder.
Wieś królewska położona była w drugiej połowie XVI wieku w powiecie garwolińskim ziemi czerskiej województwa mazowieckiego. W latach 1975–1998 miejscowość położona była w województwie siedleckim.
We wsi znajdują się:
- park podworski z XIX wieku,
- grodzisko i cmentarzysko kultury łużyckiej,
- na terenie wsi, w miejscu zwanym Kościelisko archeolodzy odnaleźli groby datowane na 2500 r. p.n.e.
- w Wólce Dłużewskiej niedaleko Starogrodu wznosi się Wólczańska Góra będąca ozem. Zbudowany jest ze żwirów i piasków płynącej na lodowcu i w jego szczelinach wody. Długość ozu wynosi 260 m, szerokość podstawy części południowej 120 m, a północnej 240 m. Bezwzględna wysokość ozu wynosi 151 m n.p.m., a wysokość od podnóża 24 m. Od 1978 r. jest to rezerwat przyrody.

Wieś jest siedzibą rzymskokatolickiej parafii Matki Bożej Częstochowskiej w Starogrodzie.